# Цей світ-фортеця
Цей світ-фортеця (англ. This Fortress World) — науково-фантастичний роман американського письменника Джеймса Едвіна Ґанна. Він був опублікований у 1955 році Гном пресс накладом 4000 примірників.

## Стислий зміст сюжету
У романі йдеться про боротьбу людини проти влади майбутньої церкви.
Дії гранд-майстра Джеймса Е. Ґанна розгортаються в далекому майбутньому нашої галактики, коли незліченна кількість цивілізацій піднімалася й занепадала, залишаючи лише свої дивовижні наукові досягнення у спадщину тим світам, які тепер поринули в новий Темний вік.
На планеті Бранкузі Вільям Дейн, чернець-послушник у всемогутній Церкві, отримує кришталевий камінчик, опущений у тарілку для жертвоприношень, — викрадений скарб, який, як вважають, зберігає невимовні таємниці минулого людства. Є могутні люди, які не зупиняться ні перед чим, навіть перед убивством, щоб повернути цей стародавній артефакт, і Дейн змушений рятуватися втечею, щоб захистити знання, які зберігає кристал. Опинившись у зовнішньому світі, для якого він чужий, а не в затишній ізоляції собору, де він провів усе своє життя, Дейн стикається не лише з внутрішніми викликами своїм найглибшим переконанням, але й із зовнішніми, що включають довгий час.
Обманутий, ув’язнений, підданий тортурам, а тепер і сам вбивця, Дейн повинен не лише зруйнувати стіни, які тримали його на самоті у світі, а й ті, які нав’язав людям репресивний централізований уряд, уряд, який ставить власні бажання вище бажань своїх людей.